# 靈劍
《靈劍》共三卷，為鄭丰(陳宇慧，前監察院長陳履安之女)的第二部武俠作品，2009年出版，是其處女作《天觀雙俠》的前傳，描述凌霄與燕龍如何消滅火教，拯救武林的故事。雖然此書較晚出版，但其初稿較《天觀雙俠》更早完成。此武俠小說加入能讀心、天眼及預測能力的靈能神通在其中，為其特色。

## 故事
明朝時聖火神教為禍武林，其教主段獨聖具有強大靈能，為人殘忍嗜殺，以神通、咒術、教法、毒術宰制武林及無知百姓，武林正教或遁逃避禍或迫不得已加入火教。武林奇人虎俠在攻獨聖峰刺殺段獨聖失敗後派人請神卜子為火教及段獨聖的運勢卜卦，神卜子死前算出火教仍有27年的氣數，亦得出「猛虎藏，正道殤；獨聖尊，天下奔；異龍現，江湖變；靈劍泣，野火熄」24字籤辭，之後火教及武林各派競相爭奪此籤辭，得知此籤辭內容的少數人也都無法解讀出籤辭後半段的意義。雖然正教各派試著團結起來反攻火教，惜因各派無法真正團結，再加上敵不過火教的靈能而全數被擒，後賴凌霄以自身性命相脅而救了正教各派，凌霄接著在獨聖峰上抵抗段獨聖的折磨、威脅、利誘，並毀了段獨聖的靈能，但火教的勢力仍大。數年後由燕龍帶領的「龍幫」興起與火教對抗，應驗了「異龍現，江湖變」的籤辭。之後各方人馬搶奪中原武林至寶「龍湲劍」，知籤辭的人均視龍湲劍為籤辭中的「靈劍」，但最後燕龍悟出靈劍其實是指「凌霄」，終於在燕龍及凌霄做出「重大犧牲」下，殺死段獨聖，拯救武林及百姓。

## 人物

### 主要人物
- 凌霄(明兒)－本書男主角，為神卜子的孫兒。天生有著比段獨聖更強大的靈能，段獨聖忌憚其能力又想重用他， 被火教視為「聖子」及教主繼承人。幼年及少年時期二度在獨聖峰上被段獨聖囚禁、折磨，但都未屈服於段，後來自毀靈能以拔除段獨聖的神通咒術。居於虎山中，八歲起向醫仙揚老習醫，且為虎俠傳人，故長大後醫術精湛，劍術高超，被稱為「醫俠」。因其天生有「靈能」，使起劍來「人劍合一」，故籤辭中消滅火教的「靈劍」其實是指凌霄。為人平和善良，常捨己救人，堅毅卓絕，故即使長相並非英俊，正教與火教中均有不少愛慕於他的女性，但他只深深鍾情於燕龍一人。
- 燕龍(辛龍若)－本書女主角，為雪族的雪艷(首領)，龍幫的幫主，是雪族與中原的混血，虎俠的外孫女。絕美容色中帶著一股英氣，聰明、擅謀略，是學武奇才，武功高強。受虎俠之託接掌龍幫，帶領龍幫乃至正教門派與火教對抗。深愛凌霄，最後為了凌霄，犧牲清白乃至差點失去性命，在獨聖峰上破了段獨聖刀槍不入的「陰陽無上神功」。

### 凌家/虎山
- 凌霄(明兒)- 參見主要人物
- 凌滿江- 凌霄和凌雲之父、揚儀的丈夫。
- 凌雲- 凌霄之妹、凌滿江和揚儀的女兒。
- 揚儀- 凌滿江的妻子、凌雲的母親。自小體弱多病，在凌雲誕生不久後離世。
- 神卜子- 凌霄的祖父，死前卜卦算出「猛虎藏，正道殤；獨聖尊，天下奔；異龍現，江湖變；靈劍泣，野火熄」二十四字嘔血籤辭。
- 揚鐘山- 揚儀的養父，在凌霄小時收留他，並教導他醫術。

### 龍幫
- 龍頭 塔辛龍若-燕龍
- 百柳扶晴  使綢帶 是 武當 柔雲拂塵的變化
- 畢松尚施  掌力陽剛 是從 金蠶袈裟中學的少林武功
- 哈克舞雩  使慢劍 是少林失傳的 八風不動神劍
- 達可里山  武功嚴謹快捷 自成一家    原本和燕龍有婚約  因從火教手中救了 凌雲 兩人互生情愫 於古廟中觀音像前 結為夫妻
- 塔辛曉嵐  燕龍的妹妹

### 火教
- 段獨聖(明王)－天生擁有靈能，深信自己是要帶領眾生遠離苦痛，但其意念其實是出於私心，當上皇帝是其最終目標。以教法愚弄無知百姓，以骨肉相殘控制親信及武林人士。其將自己的靈能轉給三大護法，自己則利用水晶壁以貪奪凌霄更強大的靈能，在凌霄自毀靈能使得他也失去靈能後，積極修習以處女為引的邪派武功「陰陽無上神功」，刀槍不入。對凌霄又恨又重視，對外宣稱凌霄是自己的兒子，一直想讓凌霄成為輔佐自己登上大位的得力助手。
- 張煒- 火教大護法，被段獨聖賜予靈能，但實際上為火教的叛徒。由於親生兒子和女兒被段獨聖殺死和折磨，因此私底下痛恨段獨聖。幫助虎俠做事，向神卜子求得二十四字嘔血籤辭。
- 段僵- 火教神咒護法，為段獨聖親弟。
- 畢刁- 火教神通護法。
- 張去疾- 火教赤焰尊者。
- 孫爜- 火教黑焰尊者。
- 張瑞娘- 張去疾的女兒，為凌霄小時在獨聖峰的玩伴。被父親張去疾放入火中，而被燒傷半邊臉。

### 武林人士
- 王鳳祥－人稱「虎俠」，曾刺殺段獨聖失敗而隱居，成為教凌霄武功劍法的山洞中老瘋子。雖然武林均認為他早已死亡，但整個對抗段獨聖的活動主要都是由他策劃，最後仍死於華山的山洞中。
- 陳近雲－為凌霄的義弟，其父親及二位兄長都在朝為官，且官階不小，唯獨他喜歡闖蕩江湖。個性爽朗，輕功佳，為九老之一文風流的弟子。對凌霄極為佩服信任，在武林人士認為凌霄是火教妖人時，只有他和許飛相信凌霄。與凌霄和許飛結為至交好友。
- 許飛－點蒼派首徒。點蒼派甚少行走江湖，在六大派商量協助江南四大世家時首次率門人出現於江湖上，並與凌霄和陳近雲結為好友，後來和他們結拜。為人重視義仁，光明磊落，功夫甚佳。其與秋露的短暫愛情令人心酸。
- 江聲雷- 華山派掌門。策劃武林中人叛變火教。
- 司馬長勝- 雪峰派掌門。
- 司馬諒- 雪峰派首徒，司馬長勝的兒子。
- 錢書奇- 長青派掌門。
- 褚文義- 秋霜派掌門。
- 空如- 少林派掌門
- 性覺老僧- 少林派長老，擁有靈能。
- 王崇真- 武當派掌門。
- 子璋- 峨眉派掌門。
- 梅滄浪- 梅家掌門。
- 梅無問- 梅家長子，與盛家千金盛清清訂婚。
- 盛冰- 盛家掌門。
- 盛清清- 盛冰的女兒，被稱為「江南第一美女」，與梅無問訂婚。
- 趙自成- 趙家掌門。
- 秦少嶷- 秦家掌門，燕龍的父親。
- 白水仙- 百花門掌門。

### 明朝皇室
- 明武宗- 故事發生時在位的皇帝
- 寧王- 與段獨聖聯合策動叛變

## 資考資料
1. 鄭丰，靈劍，台北:奇幻基地，2009年